# Лунги, Эмилио
Эмилио Лунги (итал. Emilio Lunghi; 16 марта 1887, Генуя — 25 сентября 1925, Генуя) — итальянский легкоатлет, серебряный призёр летних Олимпийских игр 1908.
На Играх 1908 в Лондоне Лунги участвовал в трёх беговых дисциплинах. Он выиграл серебряную медаль в забеге на 800 м, остановился на полуфинале в беге на 1500 м, и не смог финишировать в командной гонке на 3 мили.
Также, Лунги участвовал в забегах на 400 и 800 м на следующей Олимпиаде 1912 в Стокгольме, но оба раза останавливался в полуфинале.